# Петрицкое
Петрицкое (бел. Петрыцкае) — деревня в Малейковском сельсовете Брагинского района Гомельской области Белоруссии.

## География

### Расположение
В 17 км на северо-восток от Брагина, 43 км от железнодорожной станции Хойники (на ветке Василевичи — Хойники от линии Калинковичи — Гомель), 114 км от Гомеля.

## Транспортная сеть
Рядом автодорога, которая связывает Брагин из дорогой Лоев — Речица.
Планировка состоит из прямолинейной широтной улицы, которая на востоке присоединяется к короткой улице близкой к меридиональной ориентации. Застройка деревянными домами усадебного типа.

## История
По письменным источникам известна с XVIII века как деревня в Речицком повете Минской губернии. После 2-го раздела Речи Посполитой (1793 год) в составе Российской империи. В 1811 году владение Ракицких. Согласно переписи 1897 года работали церковно-приходская школа, хлебозапасный магазин, трактир. В 1908 году в Ручеёвской волости.
С 8 декабря 1926 года по 30 декабря 1927 года центр Петрицкого сельсовета Лоевского, с 4 августа 1927 года Брагинского районов Речицкого, с 9 июня 1927 года Гомельского округов.
В 1931 году организован колхоз имени А. Г. Червякова, работали ветряная мельница (с 1920 года), паровая мельница (с 1928 года), кузница и шерстечесальня.
Во время Великой Отечественной войны в июли 1943 года фашисты сожгли 158 дворов и убили 6 жителей. При освобождении в октябре 1943 года деревни и окрестностей погибли 36 солдат 81-й стрелковой дивизии 89-го стрелкового корпуса 61-й армии (похоронены в братской могиле в центре деревни). В 1959 году в составе колхоза имени Э. Тельмана (центр — деревня Тельман). Размещены лесничество, фельдшерско-акушерский пункт.

## Население

### Численность
- 2004 год — 68 хозяйств, 117 жителей.

### Динамика
- 1834 год — 42 двора.
- 1850 год — 50 дворов, 388 жителей.
- 1885 год — 75 дворов 503 жителя.
- 1897 год — 106 дворов, 666 жителей (согласно переписи).
- 1908 год — 115 дворов, 749 жителей.
- 1930 год — 149 дворов, 859 жителей.
- 1940 год — 176 дворов.
- 1959 год — 752 жителя (согласно переписи).
- 2004 год — 68 хозяйств, 117 жителей.

## Известные уроженцы
- Мікола Ракітны (Н. И. Новиков) — белорусский писатель.
- В. М. Веремейчик — белорусский писатель.